# 尤清和
尤清和，AMN（罗马拼音：Yew Cheng Hoe，1943年—），馬來西亞前男子羽球運動員。 
尤清和參加了1963-1964年和1966-1967年的馬來西亞湯姆斯盃代表隊，後者贏得了世界冠軍。尤清和於1963年贏得馬來西亞羽球公開賽和紐西蘭羽球公開賽男子單打冠軍。在1965-1966年賽季的比賽中，尤清和獲得多次國際比賽的男子單打亞軍，通常僅輸給同胞陳奕芳。他與陳奕芳一起贏得1966年大英國協運動會男子雙打金牌。